# Selaginella macrathera
Selaginella macrathera är en mosslummerväxtart som beskrevs av Weatherby. Selaginella macrathera ingår i släktet mosslumrar, och familjen mosslummerväxter. Inga underarter finns listade i Catalogue of Life.